# (144898) 2004 VD17
O  2004 VD17 é um asteroide Apollo, descoberto em 27 de novembro de 2004, que possui aproximadamente 500 metros de comprimento e um bilhão de toneladas. Em 1 de março de 2006 o asteroide 2004 VD17 foi classificado com o nível 2 na Escala de Turim com uma chance de 1 em 1000 de colidir com a terra em 2102, sendo o segundo asteroide com mais chances de impactar a terra, perdendo apenas para o asteroide 99942 Apophis.
Novas observações feitas em 14 de fevereiro de 2008 descartaram qualquer probabilidade de impacto em 2102.